# Незаконченный роман
«Незаконченный роман» — шестой студийный альбом российской певицы Ирины Аллегровой, выпущенный 9 марта 1998 года на лейбле АРС Records.

## Об альбоме
Альбом был записан при участии продюсера Игоря Крутого.
В поддержку пластинки Аллегрова в феврале представила в ГЦКЗ «Россия» одноимённую концертную программу. По данным «Российского музыкального ежегодника», альбом стал десятым самым продаваемым на компакт-кассетах и двадцать седьмым на компакт-дисках в России в 1998 году в отечесвтенном сегменте.
Заглавная композиция к альбому была записана в дуэте с Крутым в 1996 году ещё в период работы над альбомом «Я тучи разведу руками», однако выпущена была только на этом лонгплее.

## Отзывы и признание
| Оценки критиков | Оценки критиков |
| Источник        | Оценка          |
| --------------- | --------------- |
| Живой звук      | [ 4 ]           |

По мнению Александра Кутинова из газеты «Живой звук», Крутой взялся за Аллегрову «действительно круто», по-видимому, «пытаясь сделать из неё поп-диву уровня Пугачёвой или, на худой конец, Ротару». Он также назвал проделанную работу «колоссальной», новый трагический цвет волос певицы — подходящим к лицу, а песню «Бабы—стервы» — «безусловным хитом», несмотря на фривольный текст. Однако он счёл, что «с присвоением очередного титула придётся подождать».
Газета «Комсомольская правда» поставила песню «Бабы—стервы» в ряд лучших в репертуаре Аллегровой, отметив, что эта песня «про те случаи, когда сначала дико весело, а потом немного стыдно. Для русской женщины это одновременно и манифест, и исповедь».
Песни «Незаконченный роман», «Сударь», «Бабы—стервы» и «Монолог» были удостоены премии «Песня года».

## Список композиций
Вся музыка написана Игорем Крутым.
| №                   | Название                       | Текст песни         | Длительность |
| ------------------- | ------------------------------ | ------------------- | ------------ |
| 1.                  | «Бабы-стервы»                  | Симон Осиашвили     | 3:24         |
| 2.                  | «Остров тысячи поцелуев»       | Татьяна Назарова    | 3:48         |
| 3.                  | «Её высочество»                | Евгений Муравьёв    | 4:04         |
| 4.                  | «Весна в раю»                  | Константин Арсенев  | 4:11         |
| 5.                  | «Монолог»                      | Виктор Пеленягрэ    | 4:44         |
| 6.                  | «Люблю мужчин»                 | Юлия Кадышева       | 3:14         |
| 7.                  | «Капитан»                      | Виктор Пеленягрэ    | 3:37         |
| 8.                  | «Я улыбнусь тебе сквозь слезы» | Симон Осиашвили     | 4:36         |
| 9.                  | «Повелитель удовольствий»      | Константин Арсенев  | 3:56         |
| 10.                 | «Не опоздай»                   | Сергей Бесчастный   | 4:17         |
| 11.                 | «Ночные лилии»                 | Виктор Пеленягрэ    | 4:06         |
| 12.                 | «Сударь»                       | Илья Резник         | 3:25         |
| 13.                 | «Улыбка папы»                  | Сергей Романов      | 3:35         |
| 14.                 | «Незаконченный роман»          | Константин Арсенев  | 4:47         |
| Общая длительность: | Общая длительность:            | Общая длительность: | 55:44        |